# Friedrich Bachmann
Friedrich Bachmann   (Wernigerode, 11 de febrer de 1909 - Kiel, 1 d'octubre de 1982) va ser un matemàtic alemany.
Era fill d'un pastor protestant i professor a Wernigerode. El seu avi era el matemàtic Paul Bachmann. Després d'acabar el batxillerat a Münster el 1927, va estudiar matemàtiques a les universitats de Münster i Berlín. El 1933 es va doctorar en lògica matemàtica a la universitat de Münster sota la direcció de Heinrich Scholz. Des de 1935 va ser assistent de Kurt Reidemeister a Marburg, on es va dedicar a la geometria i va obtenir la vènia docent el 1939. Des de 1941 Bachmann va ser professor a la universitat de Königsberg i des de 1943 a la Universitat de Berlín. El 1949 va ser nomenat professor a la universitat de Kiel, en la qual es va jubilar el 1977.
Es va fer conegut pels seus treballs sobre geometria, especialment per la justificació axiomàtica de la geometria elemental amb operacions de reflexió. El 1959 es va publicar la seva obra principal, Aufbau der Geometrie aus dem Spiegelungsbegriff: eine Vorlesung (Construcció de la geometria a partir del concepte de reflexió: una lliçó).
Estava casat amb una de les besnetes de Bismarck, Alexandra von Bredow, i va tenir un fill, Sebastian.